# Maisoncelles-en-Brie
Maisoncelles-en-Brie is een gemeente in het Franse departement Seine-et-Marne (regio Île-de-France) en telt 683 inwoners (1999). De plaats maakt deel uit van het arrondissement Meaux.

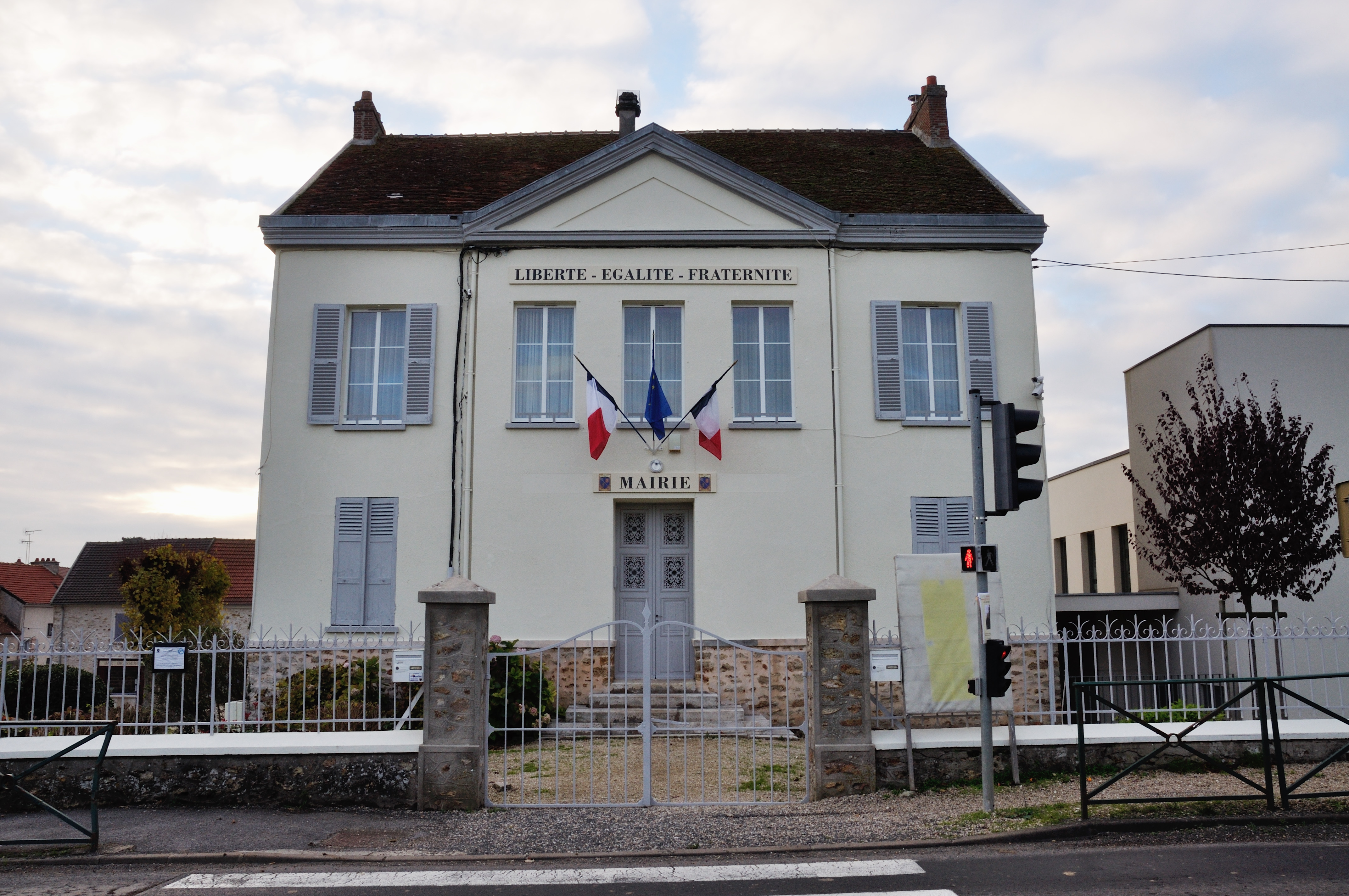
Gemeentehuis
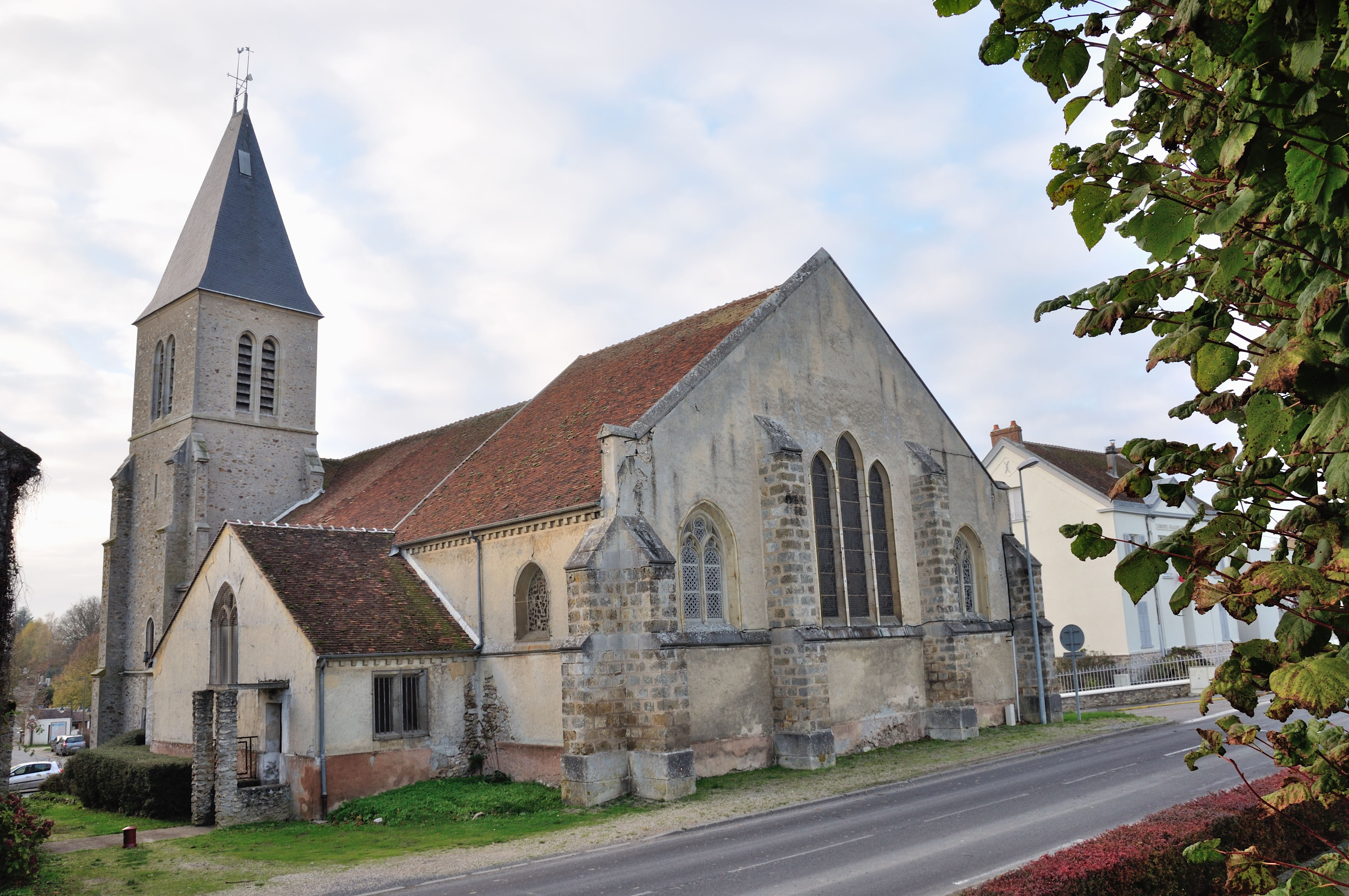
Kerk van St. Sulpice
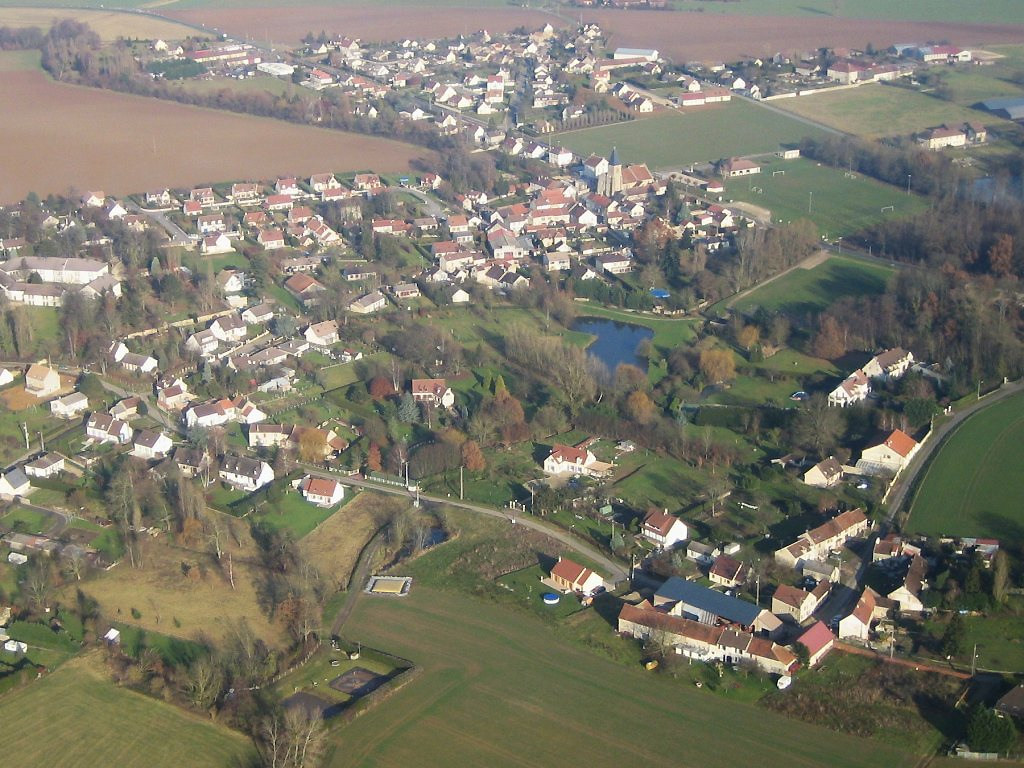
Maisoncelles-en-Brie

## Geografie
De oppervlakte van Maisoncelles-en-Brie bedraagt 13,7 km², de bevolkingsdichtheid is 49,9 inwoners per km².
De onderstaande kaart toont de ligging van Maisoncelles-en-Brie met de belangrijkste infrastructuur en aangrenzende gemeenten.

## Demografie
Onderstaande figuur toont het verloop van het inwonertal (bron: INSEE-tellingen).